# Ouragan Dog (1950)
L’ouragan Dog est le quatrième système tropical ayant reçu un nom de la saison cyclonique de 1950 dans l'océan Atlantique et l’un des ouragan le plus violent sur Antigua. Il s'est développé le 30 août à l'est de la Guadeloupe, passant entre Antigua et Barbuda avant de tourner vers le nord et atteint la catégorie 4, en abordant les Petites Antilles. À son apex, les vents soufflaient à 235 km/h alors qu'il était sur l'océan puis s'est mis à décroître. Dog est passé à 320 km de Cape Cod, Massachusetts puis est devenu un cyclone extratropical le 12 septembre.
L’ouragan Dog a causé d'importants dommages aux îles du Vent et fut considéré le plus coûteux ayant frappé Antigua où il a fait des milliers de sans-abris, et ce, juste quelques semaines après le passage de l'ouragan Baker. Aux États-Unis, il a fait des dommages moins grands le long des côtes mais a quand même endommagé des bateaux et 11 morts par noyade. Ses vents ont également causé des pannes électriques sur une grande partie du sud-est de la Nouvelle-Angleterre. Douze personnes disparues et présumées mortes ont été recensées au large de la Nouvelle-Écosse, Canada. Au total, les dommages se montèrent à 3 millions $US de 1950.

## Évolution météorologique
Dog a été repéré le 30 août par le SS Sibrodin alors que le système était déjà une tempête tropicale. Le navire a rapporté des vents de 113 km/h à environ 515 km l'est sud-est d'Antigua. Comme les vols des chasseurs de cyclones n'en étaient qu'à leur enfance et qu'il n'y aura aucun satellite météorologique avant 1961, son lieu de naissance est inconnu mais avec ce rapport et la saison de la détection il est possible de faire l'hypothèse qu'elle provient d'une onde tropicale ayant quitté le Cap-Vert le 24 août.
Avec une crête barométrique au nord-est lui barrant le chemin, la tempête s'est dirigée vers l'ouest-nord-ouest et elle est devenue un ouragan le 31 août. Ce dernier a ensuite pris une trajectoire nord-ouest le 1er septembre et s'est intensifié rapidement en un ouragan majeur la nuit suivante en passant juste au nord des îles les plus au nord des Petites Antilles. L'île de Saint Martin a enregistré une pression atmosphérique de 978,7 hPa.
Passant sous une faible circulation atmosphérique d'altitude, l'ouragan s'est mis à dériver vers le nord-ouest tout en continuant son creusement et le 5 septembre, il a atteint la catégorie 5 à environ 540 km au nord de la pointe est de la République dominicaine. Il a atteint son intensité maximale le jour suivant après avoir courbé vers le nord-est. Ses vents atteignant 295 km/h alors qu'il était à environ 725 km au sud-sud-ouest des Bermudes. La chasse aux ouragans étant encore très jeune, il est possible que les vents aient été surestimés par les avions de reconnaissance mais les vagues observées atteignaient quand même plus de 30 mètres.
L'ouragan Dog a maintenu son intensité durant 18 heures avant de commencer à faiblir. Le 7 septembre, sa pression centrale la plus basse a été enregistrée à 948 hPa, la plus basse pour un ouragan atlantique à cette époque. Une crête barométrique en formation au nord du système l'a forcé à ralentir et à tourner vers l'ouest. Le 9 septembre, les vents de Dog n'était plus que de 145 km/h. Le lendemain, il prit la direction du nord et subit une intensification temporaire. Dog est passé à 320 km du Cape Cod le 12 septembre puis est devenu extratropical avant de se diriger vers le nord-est. Les restes de Dog ont finalement perdu leur identité propre le 16 septembre près de l’Irlande.

## Préparatifs
Aux États-Unis, le Weather Bureau a émis des alertes météorologiques pour des vents de tempête, de fortes marées et des vagues déferlantes pour les côtes entre les Outer Banks de Caroline du Nord et le Maine. Au moins dix-sept navires de la US Navy ont été envoyés au large, loin de la tempête. La police d'état du Rhode Island a alerté les citoyens vivant le long de la côte de se ternir prêt à évacuer, les autorités ont fermé les plages et annulé les traversiers. Le jour où Dog est passé au plus près de la côte américaine, le Weather Bureau a émis des alertes cycloniques de Cape May, New Jersey, à Eastport, Maine.

## Impact

### Antilles
En passant sur les Petites Antilles, l’ouragan Dog a produit une onde de tempête de 2 m sur les côtes d’Antigua. Les vents sur cette île et sur Barbuda ont été estimés à 209 km/h avec des rafales à 232 km/h.
Les pertes aux Petites Antilles ont atteint 1 million $US (1950) aux maisons, cultures, routes, arbres renversés et pannes électriques, surtout sur Antigua et Barbuda. Plusieurs bateaux ont été coulés et à lui seul, un navire coulé près de Saint-Barthélemy fut une perte de 70 000 $US (1950). Deux personnes se sont noyées quand leur petite embarcation a été renversée. Des milliers de personnes ont perdu leur demeure, juste une semaine après le passage d’un autre ouragan, Baker, qui lui-même avait causé des dommages très importants.

### États-Unis
Les dommages ont atteint environ 2 millions $US (1950) aux États-Unis, beaucoup moins que si l’ouragan avait touché la côte. Douze personnes sont quand même mortes en Nouvelle-Angleterre. La pluie diluvienne qui est tombée sur les États du Mid-Atlantic a donné des crues subites à certains endroits. À Bel Air (Maryland), une automobile a été emportée par les eaux de la rivière Little Gunpowder. Deux personnes se sont noyées à Lexington (Virginie) selon la presse locale mais ceci n’est pas confirmé dans le rapport officiel du Weather Bureau.
Les fortes vagues et l’onde de tempête le long de la côte est des États-Unis ont causé des inondations des plages au Rhode Island. L’ouragan a également renversé ou endommagé plusieurs bateaux, incluant deux très gros, à Nantucket. À Marblehead (Massachusetts), les vagues ont poussé 15 vaisseaux du port sur les rives, endommageant une chaussée côtière. Près de Cape Cod, les pertes des pêcheurs se sont montées à 150 000 $US (1950).
Les vents sur les côtes de la Nouvelle-Angleterre ont causé des bris au réseau d’alimentation en électricité et des pannes généralisées, incluant les 15 villages du Cape Cod. Il est tombé de 100 à 125 mm à Nantucket,.

### Canada
Deux navires se sont perdus en mer au large de la Nouvelle-Écosse, avec chacun six membres d’équipage.

## Statistiques et aide
Durant les années 1950 à 1953, les noms des ouragans dans l’Atlantique nord suivaient l’alphabet phonétique militaire et c’est donc la raison du nom Dog pour D. Cependant, dans les quotidiens de l’époque, il était plutôt appelé le « Grand ouragan dans l’Atlantique central ». Cet ouragan garde encore le record de durée continue à la catégorie 5 de l'échelle de Saffir-Simpson bien que l’ouragan Allen de 1980 ait passé plus de temps à ce niveau mais en plus d’un épisode.
Le 31 août et le 4 septembre, l’ouragan Dog et deux autres ouragans sévissaient ensemble sur l’Atlantique. Ceci est une rare coïncidence qui n’est arrivé que six fois depuis 1950, dont la plus récente occasion est en 2010 avec les ouragans Igor, Julia et Karl. Dog est également un des seuls ouragans de catégorie 5 à avoir passé toute sa vie en mer.
Des dons de 171 000 £ (1950) ont été recueillis par le journal The Daily Gleaner de Kingston (Jamaïque) pour venir en aide aux sinistrés d’Antigua. Des fonds ont également été envoyés par les États-Unis pour les îles antillaises affectées.